# Dawid Danilo Bartelt
Dawid Danilo Bartelt (né en 1963) est un historien et militant des droits de l’homme allemand.

## Biographie
Dawid Danilo Bartelt fit ses études dans les universités de Bochum, de Hambourg, de Recife (au Brésil), et enfin de Berlin, où il soutint une thèse de doctorat en histoire portant sur la guerre de Canudos (survenue en 1896-1897 dans le Nordeste brésilien), laquelle thèse parut sous forme d’ouvrage en 2003. Il travailla ensuite pendant huit ans comme porte-parole de la section allemande d’Amnesty International, et dirige depuis 2010 le bureau brésilien de la fondation Heinrich Böll à Rio de Janeiro, où il s’est fixé avec sa famille.

## Ouvrages et essais de D. D. Bartelt
- (de) Nation gegen Hinterland. Der Krieg von Canudos in Brasilien: ein diskursives Ereignis (adaptation de sa thèse de doctorat), éd. Franz Steiner Verlag, Stuttgart 2003, 365 pages.  (ISBN 3-515-08255-7) (consultation dans Google Books en version limitée).
- (de) Copacabana. Biografie eines Sehnsuchtsortes, Berlin, Klaus Wagenbach Verlag, 2013, 208 p. (ISBN 978-3803127099).
- (de) Wilhelm Faupel. Generalstabsoffizier, Militärberater, Präsident des Ibero-Amerikanischen Instituts (ouvrage collectif, édité par Reinhard Liehr, Günther Maihold et Günther Vollmer), Francfort, Bibliotheca Ibero-Americana / Vervuert, 2003, 615 p. (ISBN 3-89354-589-1), « Rassismus als politische Inszenierung. Das Ibero-Amerikanische Institut und der Día de la Raza », p. 67-129.
- (de) Konflikt Natur: Ressourcenausbeutung in Lateinamerika, Berlin, Klaus Wagenbach Verlag, coll. « Politik », 2017, 144 p. (ISBN 978-3803127679).